# Casa des de Ghilhem
La Casa des de Ghilhem és una casa d'Arró al municipi d'Es Bòrdes (Vall d'Aran) inclosa a l'Inventari del Patrimoni Arquitectònic de Catalunya.

## Descripció
Presenta l'estructura d'un "auvitatge" amb els elements disposats en forma de "U" entorn del pati que tanca un mur i un portal de fàbrica, de gust neoclàssic, amb l'arc rebaixat i la clau destacada. La casa de secció rectangular amb el xamfrà exterior espcapçat,presenta la façana orientada a migdia, paral·lela a la "capièra" amb quatre obertures en les dues plantes,una cornisa motllurada, i al capdamunt dos nivells de "capochines" (3-1). La coberta d'encavallades de fusta suporta una teulada de pissarra, de dos vessants i "tresaigües" a les bandes, amb sengles "humenèges". Els paraments exteriors han estat arrebossats i emblanquinats.